# رفع العلم فوق الرايخستاغ
رفع العلم فوق الرايخستاغ (بالروسية: Знамя Победы над Рейхстагом) هي صورة التُقطت بواسطة يافجني خالدي وهي إحدى صور الحرب العالمية الثانية التاريخية، التُقطت أثناء معركة برلين وتحديدًا في 2 مايو 1945، وتصوّر مجموعة من الجنود السوفييت يرفعون العلم السوفيتي فوق مبنى الرايخستاغ، وسرعان ما نالت شهرة واسعة وتصدّرت العديد من المطبوعات القومية، كما اعتُبرت واحدة من أكثر الصور تعبيرًا ورمزية عن الحرب على مستوى العالم أجمع.
دار الكثيرُ من الجدل حول شخصيات الأفراد الموجودين في الصورة علاوة على شخصية المصوّر نفسه والذي لم يتم الإفصاح عنها إلا في أعقاب تفكك الاتحاد السوفيتي، في حين تحمل الصورة في طياتها العديد من الرموز وتمثل واحدة من اللحظات التاريخية في حياة البشرية جمعاء.
من ناحيته أقيم مبنى الرايخستاغ عام 1894 وكان تحفة معمارية بكل المقاييس في ذلك الوقت، ونال مكانته العظيمة في التاريخ الألماني واعتبره الجيش الأحمر رمزا من رموز العدو الألماني، ومنذ حريقه في عام 1933 لم يُستخدم الرايخستاغ لأي مآرب رسمية، كما لم يتم إصلاحه بصورة كاملة، وأثناء الحرب العالمية الثانية وبعد معارك عنيفة في محيطه، تمكنت القوات السوفيتية من انتزاع الرايخستاغ في 2 مايو 1945 واضعين نهاية للحرب التي حصدت أرواح ملايين المواطنين السوفييت والألمان.

## خلفية تاريخية

رفع العلم فوق الرايخستاغ ألتٌقطت بواسطة يافجني خالدي والذي أضاف الدخان في الخلفية لاحقا.

كانت معركة برلين أخر العمليات الهجومية الكبرى على المسرح الأوروبي في الحرب العالمية الثانية والتي عُرفت في الاتحاد السوفيتي باسم عملية (هجوم برلين العسكرية الاستراتيجية)، فمع غروب شمس 16 يناير 1945 كانت القوات السوفيتية قد نجحت بالفعل في اختراق صفوف القوات الألمانية في أعقاب هجوم فيستولا-الأودر لتنطلق الجحافل السوفيتية غربًا صوب ألمانيا بسرعة تراوحت بين 30 و40 كيلومترًا في اليوم الواحد، لتستمر معركة برلين من عشية 20 إبريل وحتى 2 مايو 1945 لتكون واحدة من أكثر المعارك دمويةً في التاريخ، ومع سقوط برلين جمع المصوّر يافجني خالدي مجموعة من الجنود السوفييت على أمل التقاط صورة معبرة مماثلة لتلك التي التقطها الأمريكيون في أيو جيما.

## التقاط الصورة
شاب الغموض الأحداث المحيطة بالتقاط الصورة وكيفية التقاطها وذلك لاحتدام المعركة نفسها وصعوبة الاستيلاء على الهدف الأهم في برلين، الرايخستاغ، واشتدت حدة القتال في 30 إبريل لانتزاع الرايخستاغ (الذي مثل رمزا وكان بمثابة قلب الوحش الفاشي) قبيل احتفالات الأول من مايو، ومع بداية المعارك ألقت طائرتان العديد من الأعلام السوفيتية على سطح المبنى والتي ظلت عالقة بالقبة المقصوفة به، كما وصلت العديد من التقارير لمقر رئاسة هيئة أركان الجيش الأحمر تفيد بقيام مجموعة الضابط م. م. بوندار من الفوج 380 بنادق ومجموعة الرائد ف. ن. ماكوف برفع العلم السوفيتي فوق المبنى في 30 إبريل، وهي التقارير التي وردت للمارشال غيورغي جوكوف الذي أعلن لاحقًا استيلاء قواته على مبنى الرايخستاغ ورفع العلم السوفيتي فوقه، بعدها جاء المراسلون ليعلنوا عدم وجود أي جندي سوفيتي داخل المبنى وبقائهم محاصرين في محيطه تحت وطئة النيران الألمانية، حتى نجحت القوات السوفيتية بعد معارك عنيفة في رفع أول علم سوفيتي فوق المبنى بحلول الساعة 10:45 عشيّة 30 إبريل 1945 والذي ثبته الجندي الروسي ميخائيل مينين صاحب الثلاثة وعشرين عامًا بعدما تسلّق المبنى وثبّت الراية بتاج أحد تماثيل جرمانيا المنتصبة على حافة سطحه، ومع وقوع الأحداث ليلًا تعذّر التقاط الصورة المناسبة في ذلك الوقت، ومع إشراقة شمس اليوم التالي انتزع الألمان العلم السوفيتي من فوق المبنى وتخلصوا منه حتى تمكنت القوات السوفيتية من بسط سيطرتها على المبنى بأكمله بحلول يوم 2 مايو 1945.
وبحلول 2 مايو 1945 اتجه خالدي لمبنى الرايخستاغ لالتقاط صورته التاريخية والتي لم يتم الإفصاح عن الرواية الرسمية حولها إلا بعد تفكك الاتحاد السوفيتي والتي أوردت وصول خالدي لمبنى الرايخستاغ ثم انتقائه لجنديين؛ هما الجورجي ميليتون كنتاريا والروسي ميخائيل ييغوروف لرفع العلم السوفيتي فوق مبنى الرايخستاغ، واعتماد الصورة فيما بعد كالصورة الأصلية للحدث، كما خرجت رواية مغايرة لتلك، حيث أكدت الرواية الأخرى التقاط الصورة الحالية لأسباب سياسية بغرض إبعاد الشخص الأساسي الذي قام برفع العلم فعلًا وهو الجندي الأوكراني أليوشا كوفاليوف والذي حذرته المفوضية الشعبية للشؤون الداخلية من الإفصاح عن الأمر برمّته، في حين جاءت رواية خالدي مغايرة للروايتين السابقتين والتي شكّلت مزيجاً من الروايتين؛ حيث صرّح خالدي إنه بعد وصوله مباشرة لمقر الرايخستاغ طالب جماعة من الجنود العابرين في ذلك الوقت باتخاذ مواقعهم للالتقاط الصورة، ولم يتواجد في موقع التصوير على سطح المبنى في ذلك الوقت سوى أربعة أشخاص من بينهم خالدي؛ من قام بتثبيت العلم، وهو الجندي أليوشا كوفاليوف من كييف والذي لم يتعدَ عمره الثامنة عشر في ذلك الوقت، في حين كان الجنديين الأخرين عبد الحكيم إسماعيلوف من داغستان وليونيد غوريتشيف من مينسك.

## فيما بعد
نُشرت الصورة لأول مرة في مجلة أوغانيوك السوفييتية (بالروسية: Огонёк) بتاريخ 13 مايو 1945، وعلى الرغم من التقاط العديد من المصورين لصورة العلم خفاقا فوق الرايخستاغ إلا أن صورة خالدي بقيت هي الوحيدة العالقة في أذهان الشعب السوفيتي.

### الصورة بعد الرقابة
بعد التقاط صورته التاريخية عاد خالدي سريعا إلى موسكو حيث أدخل العديد من التعديلات على الصورة الأصلية بناءً على تعليمات رئيس تحرير مجلة أوغانيوك والذي لاحظ ارتداء الرقيب عبد الحكيم إسماعيلوف (الجندي المُمسك بزميله الذي يُثبّت العلم) لساعتين في يديه مما يعني سرقته لواحدة منهما، فقام خالدي بإزالة الساعة الموجودة حول معصم اليد اليمنى باستخدام إبرة، كما أضاف الدخان الموجود في الخلفية من صورة أخرى لإضفاء جو ملحمي على الصورة.

## الملاحظات
1. ↑  يُعتبر هجوم براغ أخر العمليات الهجومية في الحرب الأوروبية والتي دارت خلال الفترة ما بين 6 و11 مايو 1945 عندما تغلّب الجيش الأحمر على مجموعة الجيوش الوسطى المدافعة عن تشيكوسلوفاكيا بمساعدة وحدات بولندية وتشيكوسلوفاكية ورومانية، كما دارت العديد من المعارك الصغيرة المتفرقة التي شهدت مشاركة أعداد محدودة من القوات كما لم تشهد خسائر بشرية فاجعة كسابقتها. (طالع نهاية الحرب الأوروبية).

## المطبوعات
المراجع
1. 1 2 3  Baumann 2010.
2. 1 2  Dallas 2006، صفحة 3.
3. 1 2  Lucas 2010.
4. ↑  Beevor 2003، صفحات 390–397.
5. 1 2 3 4 5  Sontheimer 2008.
6. ↑  Tissier 1999، صفحة 124.
7. ↑  Antill & Dennis 2005، صفحة 76.
8. ↑  Adams 2008، صفحة 48.
9. 1 2  Broekmeyer 2004، صفحة 130.
10. ↑  Walkowitz & Knauer 2004، صفحة 83.
11. ↑  "Legendäre Foto-Manipulation Fahne gefälscht, Uhr versteckt, Wolken erfunden - SPIEGEL ONLINE" (بالألمانية). دير شبيغل. 6 May 2008. Archived from the original on 2009-10-01. Retrieved 2012-05-20.
12. 1 2  "Remembering a Red Flag Day". Time. 23 مايو 2008. مؤرشف من الأصل في 2013-08-25. اطلع عليه بتاريخ 2012-05-20.
13. 1 2  "«Знамя Победы над Рейхстагом». Сенсационная история фото" (بالروسية). The Epoch Times. 8 May 2006. Archived from the original on 2015-09-24. Retrieved 2012-05-20.
14. ↑  "Prominent Russians: Yegorov and Kantaria". آر تي (شبكة تلفاز). مؤرشف من الأصل في 2018-06-20. اطلع عليه بتاريخ 2012-05-20.

المصادر
- Adams، Simon (2008). The Eastern Front (ط. 2008). The Rosen Publishing Group. مؤرشف من الأصل في 2020-08-01. {{استشهاد بكتاب}}: الوسيط |ref=harv غير صالح (مساعدة) والوسيط غير المعروف |الرقم المعياري= تم تجاهله يقترح استخدام |ردمك= (مساعدة) – Total pages: 48
- Antill، Peter (2005). Berlin 1945: End of the Thousand Year Reich (ط. when). Osprey Publishing. {{استشهاد بكتاب}}: الوسيط |ref=harv غير صالح (مساعدة) والوسيط غير المعروف |الرقم المعياري= تم تجاهله يقترح استخدام |ردمك= (مساعدة) – Total pages: 96
- Baumann, Von Doc (3 Jan 2010). "Dramatische Rauchwolcken" (بالألمانية). دير شبيغل. Archived from the original on 2012-01-12. Retrieved 2011-06-03. {{استشهاد ويب}}: الوسيط |ref=harv غير صالح (help)صيانة الاستشهاد: لغة غير مدعومة (link)
- Beevor، Antony (2003). Berlin: The Downfall 1945. Penguin Books. مؤرشف من الأصل في 2022-06-09. {{استشهاد بكتاب}}: الوسيط |ref=harv غير صالح (مساعدة) والوسيط غير المعروف |الرقم المعياري= تم تجاهله يقترح استخدام |ردمك= (مساعدة)
- Broekmeyer، M. J. (2004). Stalin, the Russians, and their war: 1941-1945 (ط. 2004). University of Wisconsin Press. {{استشهاد بكتاب}}: الوسيط |ref=harv غير صالح (مساعدة) والوسيط غير المعروف |الرقم المعياري= تم تجاهله يقترح استخدام |ردمك= (مساعدة) – Total pages: 315
- Conquest، Robert (1991). The Great Terror: A Reassessment (ط. 1991). Oxford University Press US. {{استشهاد بكتاب}}: الوسيط |ref=harv غير صالح (مساعدة) والوسيط غير المعروف |الرقم المعياري= تم تجاهله يقترح استخدام |ردمك= (مساعدة) – Total pages: 584
- Dallas، Gregor (2006). 1945: The War That Never Ended (ط. 2006). Yale University Press. {{استشهاد بكتاب}}: الوسيط |ref=harv غير صالح (مساعدة) والوسيط غير المعروف |الرقم المعياري= تم تجاهله يقترح استخدام |ردمك= (مساعدة) – Total pages: 792
- Lenin، Vladimir (1929). Collected Works, Volume XX (ط. 1929). International Publishers. {{استشهاد بكتاب}}: الوسيط |ref=harv غير صالح (مساعدة) والوسيط غير المعروف |الرقم المعياري= تم تجاهله يقترح استخدام |ردمك= (مساعدة)
- Lindemann، Albert S. (2000). Esau's Tears: Modern anti-semitism and the rise of the Jews (ط. 2000). Cambridge University Press. {{استشهاد بكتاب}}: الوسيط |ref=harv غير صالح (مساعدة) والوسيط غير المعروف |الرقم المعياري= تم تجاهله يقترح استخدام |ردمك= (مساعدة) – Total pages: 568
- Lucas، Dean (28 فبراير 2010). "Flag on the Reichstag". FamousPictures.org. مؤرشف من الأصل في 2012-01-06. اطلع عليه بتاريخ 2011-06-03. {{استشهاد ويب}}: الوسيط |ref=harv غير صالح (مساعدة)
- Sontheimer، Michael (5 يوليو 2008). "The Art of Soviet Propaganda: Iconic Red Army Reichstag Photo Faked". دير شبيغل. مؤرشف من الأصل في 2012-05-11. اطلع عليه بتاريخ 2011-06-03. {{استشهاد ويب}}: الوسيط |ref=harv غير صالح (مساعدة)
- Tissier، Tony Le (1999). Race for the Reichstag: the 1945 Battle for Berlin (ط. 1999). Routledge. {{استشهاد بكتاب}}: الوسيط |ref=harv غير صالح (مساعدة) والوسيط غير المعروف |الرقم المعياري= تم تجاهله يقترح استخدام |ردمك= (مساعدة) – Total pages: 265
- Walkowitz، Daniel J. (2004). Memory and the impact of political transformation in public space Radical perspectives (ط. when). Duke University Press. {{استشهاد بكتاب}}: الوسيط |ref=harv غير صالح (مساعدة) والوسيط غير المعروف |الرقم المعياري= تم تجاهله يقترح استخدام |ردمك= (مساعدة) – Total pages: 326
- "За него Геринг получил по шее" ["Göring received a neckslap because of that man". Interview with Anna Haldey]. Interview (بالروسية). Nizhny Novgorod: Moskovskij Komsomolets. 12 May 2010. Archived from the original on 2020-03-08. Retrieved 2011-06-03.
- "Iconic WWII photo honored at Berlin exhibit". أسوشيتد برس. USA Today. 2008-06-15*. مؤرشف من الأصل في 2020-02-04. اطلع عليه بتاريخ 2012-05-20. {{استشهاد ويب}}: تحقق من التاريخ في: |تاريخ= (مساعدة)
- "Iconic WWII photo staged". أسوشيتد برس. USA Today. 16 يونيو 2008. مؤرشف من الأصل في 2008-10-16. اطلع عليه بتاريخ 2012-05-20.
- "The Art of Soviet Propaganda Iconic Red Army Reichstag Photo Faked - SPIEGEL ONLINE". Spiegel. 7 مايو 2008. مؤرشف من الأصل في 2012-05-11. اطلع عليه بتاريخ 2012-05-20.
- "Muere el último sobreviviente de la foto más famosa del fin de la II Guerra" (باللغة الإسبانية). La Tercera. 18 Feb 2010. Archived from the original on 2016-03-04. Retrieved 2012-05-20.{{استشهاد ويب}}:  صيانة الاستشهاد: لغة غير مدعومة (link)
- "Soviet soldier pictured in iconic 1945 Reichstag photo dies". أسوشيتد برس. الغارديان. 17 فبراير 2010. مؤرشف من الأصل في 2013-03-31. اطلع عليه بتاريخ 2012-05-20.